# Batalla de Tauberbischofsheim
La batalla de Tauberbischofsheim fue un lance de la guerra austro-prusiana de 1866, el 24 de julio en Tauberbischofsheim en el Gran Ducado de Baden entre tropas de la Confederación Germánica y el Reino de Prusia. Fue parte de la campaña del Meno y terminó con victoria prusiana.

## Campaña preliminar
Después de que el prusiano Mainarmee (en alemán para: ejército del Meno) hubiera batido a los bávaros en Kissingen, el ejército bávaro se retiró a Wurzburgo. Los prusianos entonces viraron al oeste contra el VIII Cuerpo Federal (tropas de Wurtemberg, Baden, Hesse y Nassau) que protegían Frankfurt. Después de que VIII Cuerpo perdiera los combates en Frohnhofen y Aschaffenburg, abandonó la defensa de Frankfurt y se dirigió al sudeste para unirse con los bávaros en el río Tauber. El ejército prusiano lo siguió.

## La batalla

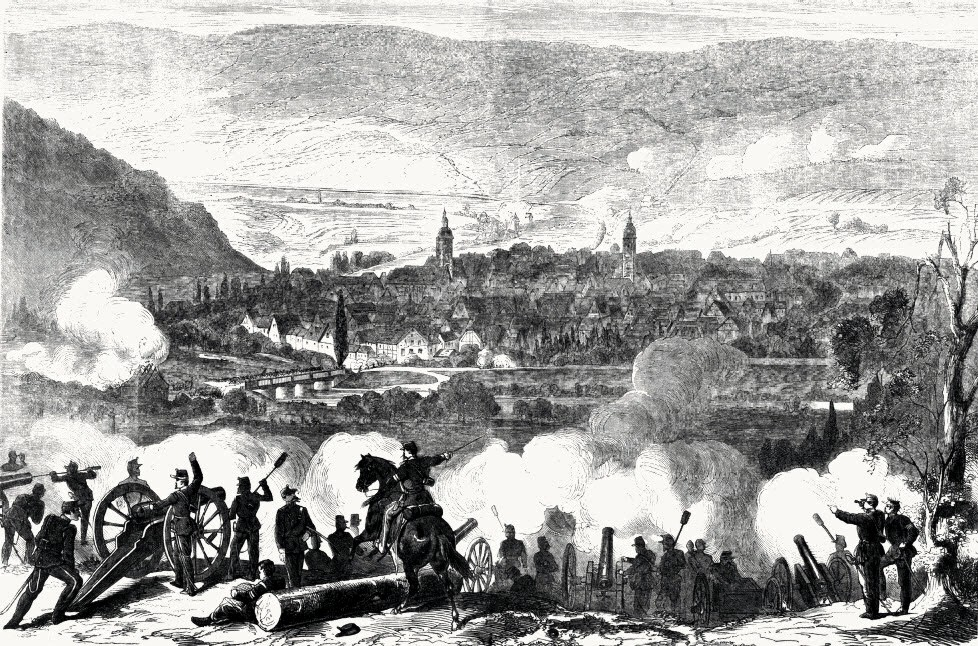
Artillería de Wurtemberg en la batalla cerca de Tauberbischofsheim el 24 de julio de 1866 en la margen oriental del Tauber.

El VIII Cuerpo, que consistía de cuatro divisiones bajo el mando de Alejandro de Hesse-Darmstadt, fue distribuido entre los siguientes puestos en el día de la batalla: la división de Wurtemberg estaba en el centro en Tauberbischofsheim, la división de Baden en el flanco derecho en Werbach, la división Gran Ducal de Hesse en Großrinderfeld y una división mezclada de tropas de Austria y Nassau en el flanco izquierdo en Grünsfeld-Paimar. Los prusianos fueron capaces de hacer retroceder a las tropas federales en Tauberbischofsheim. Los contraataques fracasaron y las tropas de Wurtemberg sufrieron una amplia derrota. En Werbach las tropas de Baden también fueron derrotadas.

## Consecuencias
Después de posteriores enfrentamientos los dos días siguientes en Gerchsheim, Uettingen, Helmstadt y Roßbrunn, que terminaron a favor de los prusianos, las tropas federales se retiraron a Wurzburgo donde una tregua terminó con los combates. Los prusianos ocuparon el norte de Wurtemberg y negociaron la paz en agosto de 1866. Wurtemberg pagó una indemnización de 8.000.000 de florines, y concluyeron un tratado secreto ofensivo y defensivo con su conquistador.
Aunque no pertenecía oficialmente a la Confederación Alemana del Norte, el tratado secreto ligaba efectivamente Wurtemberg y Prusia. Unos pocos años después, en 1870, tropas de Wurtemberg jugaron un papel de mérito en la batalla de Wörth y en otras operaciones de la guerra franco-prusiana. En 1871, Wurtemberg se convirtió en miembro del nuevo Imperio alemán.

### Memoriales

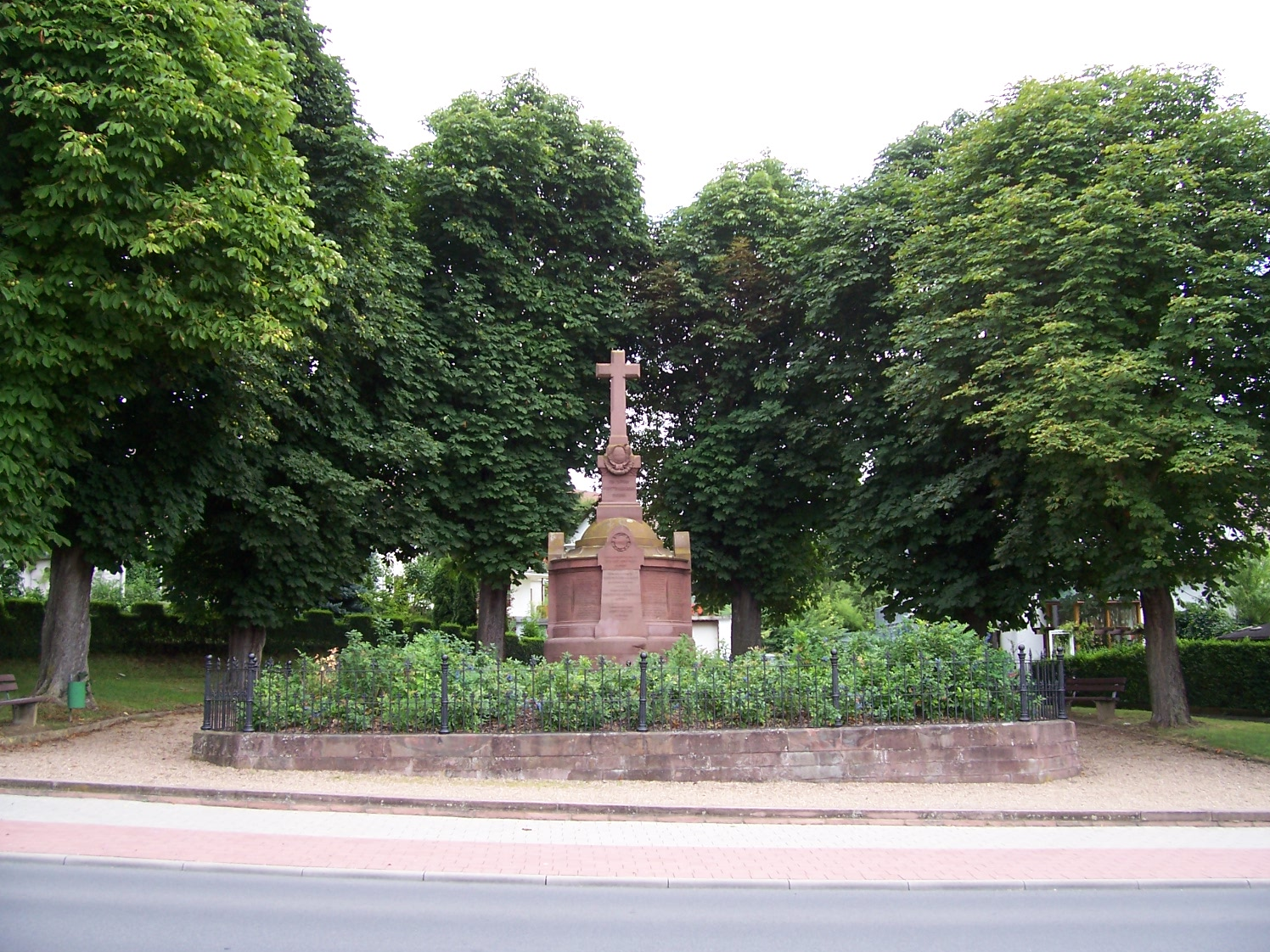
Monumento a los caídos de Wurtemberg
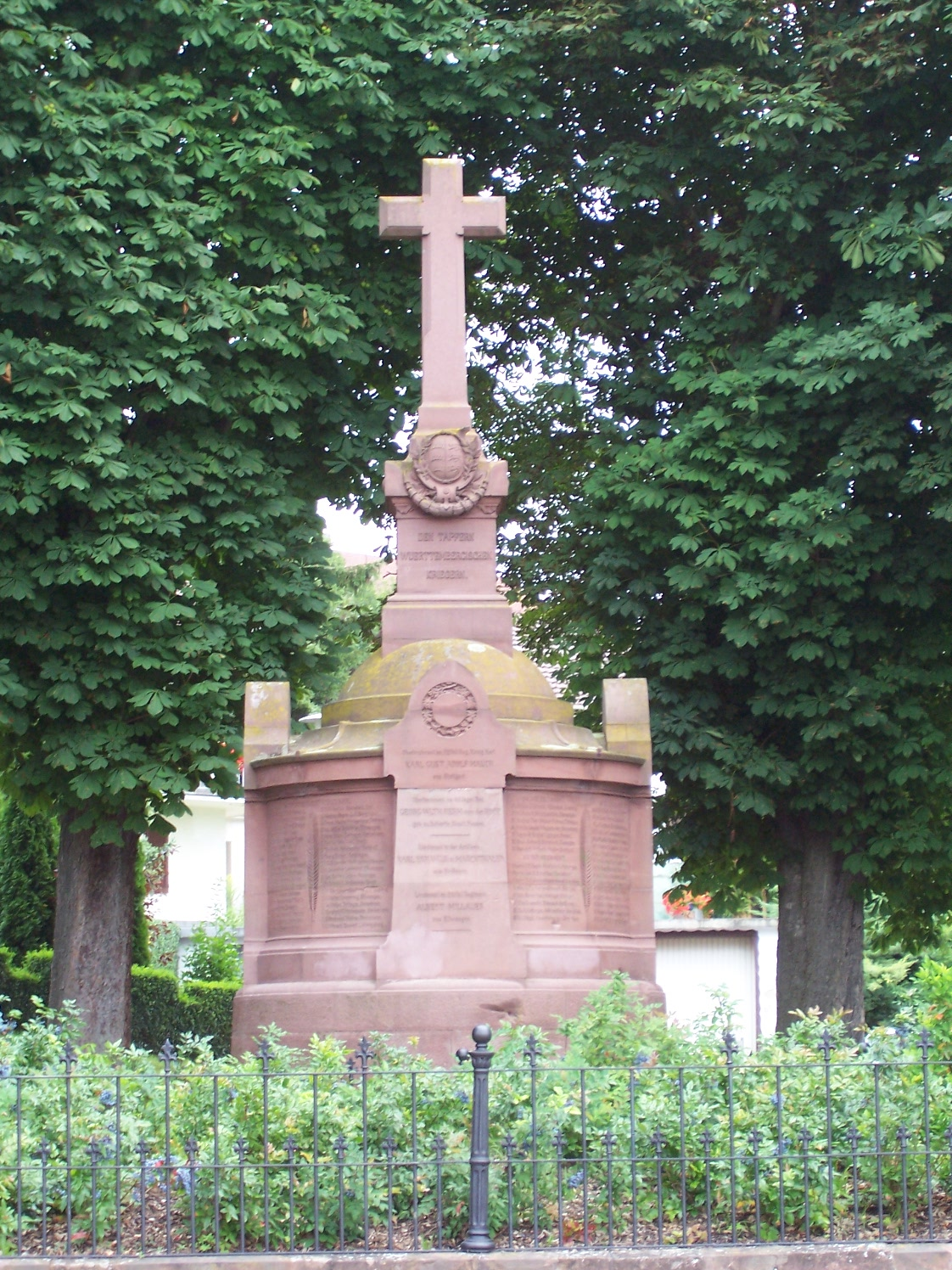
Monumento a los caídos de Wurtemberg